# Wrangler (Universiteit van Cambridge)
Aan de Universiteit van Cambridge is een Wrangler een student die het derde jaar (Deel II) van de Mathematical Tripos heeft afgesloten met een first class honours. Tot 1909 kreeg de hoogst scorende student de titel Senior Wrangler, de daarna hoogst scorende student de Tweede Wrangler, enzovoort. Aan de andere kant van de schaal kreeg de persoon met de laagste examencijfers die nog steeds genoeg waren voor een derde klasse graad, de houten lepel. Sinds 1909 worden de resultaten niet meer in rangorde gepubliceerd.
Toen in 1890 een vrouwelijke studente van Newnham College op grond van haar resultaten recht had op de titel Senior Wrangler, ging die naar de nummer twee (die veel lager had gescoord), omdat vrouwen geen rol mochten spelen in de rangorde. Dit voorval haalde de landelijke pers en was aanleiding voor de suffragettes om de positie van vrouwen in het hoger onderwijs aan de orde te stellen.